# Rick Salomon
Richard Allan „Rick“ Salomon (* 24. ledna 1968, Asbury Park, New Jersey, Spojené státy americké) je americký podnikatel, filmový producent a pokerový hráč. Známý je také kvůli svým vztahům se známými osobnostmi veřejného života, mezi něž patří Shannen Doherty, Paris Hilton či Pamela Anderson.

## Život

### Manželství s Elizabeth Daily
Salomon byl mezi roky 1995 a 2000 v manželském svazku s herečkou Elizabeth Daily. Ze vztahu vyšly dvě dcery, a sice Hunter (* 1996) a Tyson (* 1998). Následně byl Solomon v krátkém manželství s herečkou Shannen Dohertyn. Jejich manželství, uzavřené v lednu 2002 trvalo do roku 2003. Ten rok se na internetu objevilo video zachycující Salomonovy sexuální hrátky s herečkou Paris Hilton. Postižený zažaloval jak nahrávací společnost, která záznam šířila, tak také rodinu Hiltonových. Následně se však video začalo šířit dále a dokonce získalo i tři ocenění AVN Awards, udělované v oblasti pornografické produkce.

### První manželství s Pamelou Anderson
Dne 6. října 2007 vstoupil Salomon do manželství s herečkou Pamelou Anderson. Již ale po deseti týdnech se manželé rozváděli. Soudně byl jejich vztah ukončen 25. března 2008.

### Druhé manželství s Pamelou Anderson
V létě roku 2013 se opět sblížil se svojí předchozí manželkou Pamelou Anderson. Na počátku roku 2014 svůj vztah zpečetili druhou svatbou.[77] Za půl roku, začátkem července 2014, ovšem opět podávala návrh na rozvod manželství, kvůli – jak sama uvedla – vzájemným nepřekonatelným rozdílům.[78] Po téměř dvou měsících si vše rozmyslela a žádost vzala zpět.[79] Za dalšího půl roku, v únoru 2015, ale Pamela žádala o rozvod znovu. Důvod uvedla stejný jako v předchozí žádosti. Salomon však s rozvodem nesouhlasil a žádal rovnou anulování sňatku. Pro toto řešení se rozhodl proto, aby nemusel Andersonové nic platit, neboť měl oproti ní trojnásobně větší majetek.[80] Nakonec se na přelomu dubna a května 2015 dohodli na rozvodu, přičemž Salomon dal své manželce částku ve výši jednoho milionu amerických dolarů.[81]